# メトロイド アザーエム
『メトロイド Other M』（メトロイド アザーエム、METROID Other M）は、Team NINJAが開発し、2010年9月2日に任天堂が発売したWii専用ゲームソフト。アメリカでは同年8月31日、ヨーロッパでは同年9月3日に発売。2016年にWii Uのニンテンドーeショップでのダウンロード配信も開始された。

## 概要
コンピューターゲーム『メトロイドシリーズ』の一つ。E3 2009にて初公開され、それまでのシリーズとは全く異なる操作体系などを持つ新機軸の作品として制作された。時系列は『スーパーメトロイド』と『メトロイドフュージョン』の間に当たり、『フュージョン』劇中において断片的に描写されていた過去のエピソードに纏わる内容となっている。
ゲームコンセプトおよびキャッチコピーは「最新技術を使ったファミコンゲーム」となっている。これは「誰でも楽しむことが出来るようなシンプルな操作体系の3Dアクションゲームを実現する」という意味であり、Wiiリモコン単体での少ないボタンによる操作体系としつつ、各所のアクションをシチュエーションなどに応じたものが半自動的に選択され発動するなどでダイナミックかつ爽快感ある操作を実現している。
ゲームシステムだけではなく、従来の作品よりもストーリー性にも重点が置かれており、CGムービーやプロの声優を使った音声などが挿入されている。音声は日本語と英語から選択するようになっており、字幕表示の日本語/英語やON/OFFの設定も可能。日本語音声が入るのはシリーズとして初めての試みである。ストーリーの中には、それまでの作品ではあまり触れられることがなかった主人公サムス・アランの線密な心理描写や過去のエピソードなどが登場している。ストーリー性にも重点を置いた結果として従来の任天堂作品と比較してムービーの量が多く、『大乱闘スマッシュブラザーズX』以来の二層ディスク使用ソフトとなった。
なお、ストーリー描写に関しては従来のゲームシリーズに加え、過去に月刊マガジンZで連載された公式漫画版で描かれたゲームシリーズ以前の内容に関するものが多々登場する。ゲーム中のストーリーではそれら作品の解説がほぼ存在せず、あらかじめゲームシリーズと漫画版の内容を知っておかないと理解しづらいセリフや展開が存在する（ゲームシリーズに関しては後述のようにムービー「メトロイドと私」として補足されているが、漫画版内容の補足は無い）。
開発において本作品は“プロジェクト M”と題された任天堂社外の複数社との共同計画で行われていた。ゲーム内容はコーエーテクモゲームスの開発部署であるTeam NINJAが製作しており、ムービーのディレクションをD-Rocketsの北裏龍次が行っている。これ以外にもムービー制作にはプロデュースの太陽企画やサウンドの配島邦明といった多数の企業が参加している。なお、プロジェクトを持ちかけたきっかけは『メトロイドシリーズ』の担当者である坂本賀勇がTeam NINJA制作の『NINJA GAIDEN』を遊んで完成度の高さを評価したためである。
日本で放送されたテレビCMの一つ「Wiiリモコン1本篇」では、締めの部分で『メトロイド2』のテレビCMで使われたキャッチコピー「メトロイド、オモロイド」というギャグが再び使用されていた。さらに、関西の一部地域では「メトロイド、オモロイデ」と関西弁風に変更されたものが流された。

## システム
「概要」で述べたように本作は全てWiiリモコン単体での操作となっている。普段は操作視点がレトロスタジオが手がけた『メトロイドプライム』シリーズとは異なり、TPSのような三人称視点がメインで、リモコンを横持ちにした「ファミコンスタイル」で操作を行う。状況によって、リモコンを縦持ちにしてポインタを画面に向けると、一人称視点の「サーチングビュー」モードに切り替えるFPSのような主観視点となる。『メトロイドプライム』シリーズと共通している点は、「サーチングビュー」モードにおいてバイザーを通して見るので視界が制限されており、また、アームキャノンが見え隠れすることである。
ゲーム進行は、特定の箇所・イベントで行われるアダムからの通信などの指示を受けて行い、エリアの進行ルート上に存在する「ナビゲーションブース」の装置を使用することで新たに表示されるマップを頼りに目的地へ向かうという仕組みになっている。そのため、一部を除いてプレイヤーの目的が明確な状態での進行となり、謎解き要素はその過程においてのルート開拓が主である。
今作のサムスは設定上、ゲーム開始後のチュートリアルから全ての装備が使用できる状態となっている。しかし本編ではボトルシップ探索の権限を持つアダムら銀河連邦軍第7小隊の管理下で行動するため、ごく一部（後述）を除いた追加装備のほとんどはストーリーの進行に応じてアダムの許可を受け使用可能になるという形式になっている。
収集アイテムはミサイル装填数を増やす「ミサイルタンク」を始め、サムスの能力を向上させる計5種が登場する。また新登場の追加装備である「ディフュージョンビーム」「シーカーミサイル」はボス撃破時のアイテムとして登場し、入手したその場から使用可能となる。

## ストーリー
『スーパーメトロイド』でサムスとスペースパイレーツの惑星ゼーベスにおける最終決戦の末にスペースパイレーツと惑星ゼーベスが壊滅し、メトロイドが根絶されてから月日が経ち、これらは既に過去の記録になろうとしていた。
そんなある日、サムスはスターシップで航行中に救難信号（別名：ベイビーズクライ）を受信する。発信源であった巨大な廃棄コロニー「ボトルシップ」に到着したサムスは、先に到着していた銀河連邦軍の部隊と対面。奇しくもその部隊長は軍に所属していた頃の上官であり、彼女が一番の理解者と慕っていたアダム・マルコビッチであった。潜入したサムスとアダムたちは、活動を再開しているコロニーと研究員の遺体、そして異形の生物が徘徊しているという光景を目にする。コロニーで起きた事態を究明するべく、サムスはアダムの指揮の下で探索に乗り出す。(全てはアダムに従い武器の解放も制限される)

## アクション
本作は序盤に外的要因により能力を失うという展開は無く、既に全ての能力を入手しているが、アダムの指示により能力を制限するという形で序盤の行動が限られ、必要に応じて解禁していくという形式となっている。

### 近接アクション
センスムーブ
敵の攻撃に合わせてタイミング良く十字ボタンを操作して使用できる回避行動。センスムーブと同時に1ボタンを押すと一瞬でチャージビームを溜められる。
サーチングビュー時は敵の攻撃に合わせるか、画面が緑色になったらポインタを画面外に移動させることで使用する。
オーバーブラスト
敵の上にジャンプで乗り、1ボタンで使用。至近距離からのチャージビームを放ち、敵に大ダメージを与える。敵の種類や状況にっては使えないことがある。また、乗ってから一定時間経過すると振りほどかれてしまう。
リーサルストライク
怯んでいる相手に向かって十字ボタン+1ボタンで使用可能。サムスが強烈な攻撃を放ち、「トドメの一撃（Lethal Strike：致死攻撃）」と言う名称どおりの大ダメージを与える（体力が多い敵やボスの場合は必ずしも一撃でとはいかない）。至近距離のチャージビームでしとめる敵の場合はオーバーブラスト同様に時間経過で振りほどかれてしまう。一部の敵は投げ技などビーム以外でしとめる演出となる。
カウンターアタック
敵に掴み攻撃などをされた時に1ボタンで反撃ができる。相手にダメージを与えるだけでなく、掴み攻撃から抜け出すことができる。

### ビーム
ノーマルビーム
初期装備のビーム。チャージすることで威力の高いビームを使うことができる。アクセルチャージを取得する事にチャージの速度が上がる。
ディフュージョンビーム
チャージビームが着弾時に拡散するようになり、広範囲への攻撃が可能となる。このビームはアダムの指示による解放ではなくボトルシップ内でアイテムを入手する事で使用可能になる。
アイスビーム
凍結の追加効果が加わり、威力も向上する。凍結する部位は敵ごとに異なり、凍りついている間は移動や攻撃が制限される。本作では敵の足や顔等一部しか凍らせることが出来ず、完全に凍らせる事が出来ないため、従来の作品のようにミサイルで粉砕することは不可能。ただし、一部のボス戦においては凍らせた部位をミサイルで破壊する事でダメージを与える事が出来る。
ウェイブビーム
ガラス張りの壁など透明・半透明の物質を貫通するようになり、威力も向上する。本作ではアイスの能力も引き継ぐ。
プラズマビーム
敵を貫通するようになる、最高威力のビーム。本作ではアイス、ウェイブの能力も引き継ぐ。
グラップリングビーム
攻撃用ではなく移動用のビーム。サーチングビューでグラップリングポイントを狙って使う。また、一部のボスは口にグラップリングビームを使用して引き揚げたり体内に突入して戦う。グラップリングポイントをポイントしている場合のみ使用可能。

### ミサイル
ミサイル
サーチングビュー中にターゲットをロックオンしてAボタンを押すことで発射できる。ビームより威力が高く敵をホーミングする機能も持つが弾数制限がある。ステージ中のミサイルタンクを取ると弾数上限が上がっていき、補給はコンセントレーションもしくはナビゲーションブースで行う。
スーパーミサイル
より強力なミサイル。ミサイル発射時にチャージを最大まで行ってから発射して使用。ミサイル5発分を消費する。
シーカーミサイル
スーパーミサイル発射時にターゲットが複数存在すると最大5つのターゲットに向かって同時にミサイルを放つ。ターゲットがいくつでも消費弾数は通常のスーパーミサイルと変わらない。ディフュージョンビーム同様に、アダムの指示による解放ではなく、アイテムを入手する事で使用可能になる。

### モーフボール/ボム
モーフボール
通常視点時にAボタンを押すと狭い通路にも侵入できるモーフボール状態となる。本作ではボムを使わずにボール状態のままジャンプが可能。
ボム
モーフボール時に1ボタンを押すとボムを設置する事が出来る。
パワーボム
広範囲に爆風を起こす強力なボム。モーフボール状態でチャージを行い、チャージを最大まで貯めた後で1ボタンを離す事で発動する。
ほとんどのザコ敵を一撃で葬り去るが、再び使用できるまで時間がかかる。従来作品と違って本作では弾数無制限であり、パワーボムタンクに相当するものは登場しない。
高威力すぎて危険であるということで序盤にてアダムに使用を禁止され（アダム曰く、超高温の熱波が発生し仲間や生存者を蒸発させてしまうほどの威力がある）、ゲーム開始後のチュートリアル以降は終盤まで使用出来ない。

### スーツ
本作ではスーツを元々持っており機能を制限しているだけであるため、「スーツ」という呼び方はされず「機能」と呼称される。
バリア機能
高温地帯のダメージを受けなくなり、敵から受けるダメージも軽減する。本作ではスーツの外見は当初から従来のバリアスーツの外見となっているため色以外の外見は変化しない。
グラビティ機能
水中や重力地帯の影響を受けずに陸上と変わらない移動が出来るようになる。ただし、重力地帯の影響を受けなくなるのはサムス自身のみであり、ミサイルは影響を受けてしまう。敵の攻撃や溶岩から受けるダメージも軽減する。本作ではスーツの外見は変わらず、グラビディ機能が必要になった際にオートで紫色のオーラをスーツ全体に纏う形となっている。

### 特殊能力
スピードブースター
一定時間同じ方向に走り続けると背中のブースターが発動し全身に青い光を纏って高速ダッシュする。敵や特定の障害物を破壊したり急な斜面を登ったり出来るようになる。
シャインスパーク
スピードブースター状態で2ボタンを押すと発動。スピードブースターの効果を維持しながら高速でジャンプ攻撃ができる。2ボタンを離すときに十字ボタンを入力していればその方向に、何も入力していなければ真上にジャンプする。遠い・高い場所に渡ることが可能。従来作品のものと動きが若干違う。
スペースジャンプ
ジャンプ中、さらに2ボタンを押すと連続ジャンプができる。ただし、空中でのジャンプは元の地面の高さになると可能になるため、スーパーメトロイドの様にスペースジャンプを用いて上に進むことはできない。本作ではスクリューアタックと同時に使用可能になる。
スクリューアタック
ジャンプ中に体当たりすると敵にダメージを与える事が可能。本作ではスペースジャンプと同時に使用可能になる。
キッククライム
壁に向かってジャンプし十字ボタンを押しっぱなしにしながら2ボタンを押すと反対側にジャンプできる。本作では十字ボタンを押し直す必要が無い。

## キャラクター
サムス・アラン （Samus Aran）
声優：小林愛 / Jessica Martin
主人公。銀河の危機を幾度となく救ってきたフリーの女性バウンティハンター。今回は航行中にボトルシップからの救難信号を受信して向かい、そこでかつての仲間たちと再会。事態の究明と解決のため共闘することとなる。本作では上記のようにサムスの内面的・本質的な性格の描写が強調されている。また、従来作と顔のデザインが異なり、口の左下（向かって右下）にホクロがある。
なお、本作におけるサムスの性格設定および描写（感情的で繊細な面の強調）に関して、海外から従来作との相違の指摘があったが、坂本賀勇は「海外のユーザー・開発者のイメージや『メトロイドプライム』などで描写されるサムス像は一側面に過ぎないものであり、元々自分たちが設定していたサムスの性格は本作のものである」と説明しており、月刊マガジンZの公式漫画版のサムスと本作のサムスとはほぼ同様の性格描写となっている。

### 第7小隊
ボトルシップの調査を行っていた銀河連邦軍の部隊。サムスも昔在籍していた。
アダム・マルコビッチ （Adam Malkovich）
声優：小山力也 / Dave Elvin
第7小隊の指揮を務める銀河連邦軍の司令官であり、サムスのかつての上官。サムスの過去を知る数少ない理解者の一人で、彼女からは父親のような存在として慕われており絶対的な信頼関係にある。厳格かつ冷静沈着である非常に有能な軍人である一方でたまにジョークを混ぜるなどの気遣いもでき、部下だった頃のサムスに対しては「異論は無いな? レディー（Any objections, Lady?）」という合言葉を使っていた。
名前は『メトロイドフュージョン』で既に登場していたが、実際にゲームに登場したのは本作が初である。
本作において、「生命とは、誕生した瞬間から完成されたものである」という彼自身の信念に基づいた倫理観を持っており、生体兵器のような、『生命の身勝手な利用』に対して極端に否定的であることが明かされ、サムスもそれを理解していた。しかしその一方で、『メトロイド軍事化計画』のレポートの作成者及び責任者がアダムであることが判明し、さらに小隊内で暗躍するデリーターの存在もあり、一時的にサムスからも真意を疑われることになってしまう。
デリーターの襲撃を間一髪で退けたものの、その際に通信機を破壊されてしまったため一時はサムスへの発信が出来なくなってしまったが、マデリーン・バーグマンだと名乗りサムスの始末を目論む“MB”ことメリッサの計画に気づき、彼女の言うようにセクターZEROへと向かうサムスに追いつき、引き止める。その際“MB”による連邦襲撃阻止及びメトロイドと並ぶ脅威であるリドリー打倒指令と、生体兵器開発研究所にいる重要人物に関する情報とその人物の保護指令、そして「マデリーン・バーグマンは味方ではない」という忠告を与え、後事を託す。一刻を争う状況故に、生体兵器として改良された“凍結しない”メトロイドが蔓延るセクターZEROを内部から自爆機能を作動させてボトルシップから切り離し、自身諸共爆破。弟と同様に殉職する。
サムスを守るため使命に殉じ自ら犠牲となり逝く最期は、奇しくもサムスの実父ロッド・アラン、親代わりに彼女を育てた鳥人族グレイヴォイスのそれと同じであった。
本人が死亡した後も、彼の思考をモデルに製作された知能コンピューター「アダム」が『メトロイドフュージョン』『メトロイド ドレッド』に登場し、彼の役目を継いでサムスに指示を与えていくこととなる。
アンソニー・ヒッグス （Anthony Higgs）
声優：乃村健次 / Mike McGillicuty
第07小隊の隊員で、作戦コードナンバーは103。
非常に大柄な褐色の肌の男性。軍属時のサムスの同僚にて彼女と親しかった人物の一人で、サムスを妹のように見ており、アダムに対しても絶対の信頼を置いている。現在はスキンヘッドだが、サムスの回想当時では髪が生えていた。
明るい性格で、サムスに対し「プリンセス」、アダムに対して「大将」という愛称を使っている。戦闘が主な担当で、充填に時間がかかるが強力な大型プラズマ砲を装備している。戦闘力も高く、プラズマ砲を背負っている状態でリドリーの尻尾の一撃を宙返りで回避してのけた他、サムスが援護に駆け付けるまでレドギア星人と一人で渡り合っていた。
セクター3の溶鉱炉にてサムスと共にリドリーと交戦。その最中溶岩に落下するが、下の溶岩で偶然待ち構えていたマグドール星人をフリーズガンによって凍らせ足場にすることで生存。その後銀河連邦へ向かうボトルシップのエンジンを停止させた。連邦軍によってメリッサが破壊され窮地に陥っていたサムスと再会し、サムスとマデリーンと共にボトルシップから脱出した。
モーリス・ファンボロー （Maurice Favreau）
声優：山本満太 / Hanley Smith
第07小隊の隊員で、作戦コードナンバーは102。
小隊の整備兵。機器の分析などを得意とする。
セクター2の寒冷地にて“デリーター”によるフリーズガンで射殺され、凍死に偽装された。
設定資料集より、寡黙だが真面目な職人気質な性格であると設定されている。髪型は短く刈り揃えた銀髪。
ケイジ・ミサワ （K.G. Misawa）
声優：日本語版はスタッフクレジットなし / Jeff Minnerly
第07小隊の隊員で、作戦コードナンバーは105。
偵察を担当する斥候兵。メガネが特徴で、小隊内では若い隊員。口数が少なく、喋った場面はあまりない。
セクター3の溶岩地帯にて“デリーター”によるフリーズガンで射殺されたが、溶岩の中に落とされ始末されているため、メインストーリー終了後も『行方不明』扱いとなっている。
ギャラリーによれば、潔癖な性格であると設定されている。外見は左サイドを刈り上げたアシンメトリーの黒髪。年齢は20代。平時とヘルメット着用時とでは、それぞれ違う眼鏡を掛けている。
ジェイムス・ピアース （James Pierce）
声優：最上嗣生 / Aaron Thomas
第07小隊の隊員で、作戦コードナンバーは104。
ハッキングなどに精通した通信兵。飄々としているが人当たりは良い。髪型はクセのある長髪で、左眉にキズがある。20代後半の設定。
連邦軍の首謀者から「計画を知ってしまった者」を抹殺するために送り込まれ、各所で暗躍する密偵“デリーター（処理人）”の正体である。
試験監視センター内の生体兵器に関するデータの消去を目論むが、サムスが予想よりも早く到着してしまい、次いで小隊のメンバーも合流しデータを発見されてしまったため失敗。当初の予定通りメンバーの暗殺を実行する。
計画の秘密を知ったモーリス、ケイジを始末後、マデリーン（メリッサ）を狙うがサムスに防がれ、その後はアダムを狙うも抹殺に失敗、メリッサを再度狙おうとするが返り討ちに遭い死亡する。彼が使用していたフリーズガンは、後にメリッサの手に渡る。
ライアル・スミソニアン （Lyle Smithsonian）
声優：田中一永 / Mark Carr
第07小隊の隊員で、作戦コードナンバーは101。
爆破などを行う特殊工作兵。
試験監視センター付近で出現したリドリー（第2形態）に惨殺される。第07小隊の第一にして唯一の戦死者となった。
血気盛んな性格で、作中では行き過ぎた行動を他のメンバーに窘められる描写があった。
髪は赤毛。ギャラリーにて、制作途中で一度設定が変更されていたことが明かされる。当初の予定では、笑顔を絶やさない柔らかい物腰のキャラクターだった。

### ボトルシップ関係者
メリッサ・バーグマン （Melissa Bergman） / 人工知能MB（エムビー）
声優：伊藤静 / Sarah Naid
ボトルシップにてサムスが初めて生存者として出会った女性研究員。最初は自分が「マデリーン・バーグマン」だと名乗っていた。
その正体は、スペースパイレーツを模した特殊部隊およびクローンメトロイドをテレパシーによって支配・制御するべく生み出された、マザーブレインのコピーとして作られた人工知能、通称・MB（エムビー）を搭載したアンドロイド（厳密に言えば「ガイノイド」）。人間の姿をしているのは、メトロイドのクローン化の目処が立った際、サムスとベビーメトロイドの件と同様に、刷り込みによって生物の姿を模した姿に改造した彼女を母親だと認識させてることで、支配以上の確実な制御を行うために取られた処置のためであり、実際にクローンメトロイドからは親として認知されていた。
華奢な少女の姿だが身体能力は凄まじく、大の大人を片手で振り飛ばす程の腕力と間合いを一瞬で詰める脚力を有する他、フリーズガンの銃撃が直撃しても数秒足らずで自ら解凍出来る。
「メリッサ・バーグマン」とは親代わりだったマデリーンがMBのイニシャルからつけた愛称で、身に着けた髪飾りも彼女から送られたもの。人間を憎悪した後もマデリーンには愛憎入り混じった感情を抱いている様子が見受けられ、最後まで彼女を殺すことができなかった。
終盤、サムスに保護されたマデリーンと会し、デリーターから奪ったフリーズガンを向ける。しかし彼女の謝罪と説得により敵意を鎮めたその時、連邦軍司令官率いる兵士達がマデリーンを抹殺すべく奇襲を仕掛けたため、彼女を守り（その際彼女の足元へフリーズガンを意図的に滑りこませている）、多数のデスバルク星人を起動させ、サムス諸共迎撃。しかし止めようとするマデリーンにフリーズガンを撃たれた直後に、連邦軍の増援部隊による一斉射撃を受け、死亡。
かつてベビーメトロイドが身を挺してサムスを救ったように、メリッサもまた子が母を庇う形で命を落とす。
事件の黒幕ではあるが、人間の負の面で“心”を歪められてしまった存在であり、サムス個人としては境遇に同情していた。
マデリーン・バーグマン （Madeleine Bergman）
声優：日野未歩 / Linda K.Morris
ボトルシップの責任者にて研究者主任である女性研究員。赤毛で40代ほどの人物。ボトルシップから救難信号を送った張本人であり、同時にコロニーに機能不全を起こさせたのも彼女によるメリッサの暴走を抑えるための処置のためだった。
研究の傍ら、アンドロイドとなったMBの世話役も務めており、彼女に「メリッサ・バーグマン」の愛称を与えた人物でもある。メリッサからは母親同然の存在として認識されており、彼女に裏切られた（マデリーン個人は改修されることとなったメリッサを助けたかったのだが、組織全体での決定だったため介入できなかった）と判断したことがメリッサに人間を憎悪を抱かせる最大の切っ掛けとなった。
自分と同じバーグマン姓をに与えたように、マデリーンはメリッサを自分の娘として見ており、彼女が射殺（破壊）された際は泣き崩れ「メリッサは狂ってなどおらず、狂っていたのは彼女のことを認めなかった自分だった」と、ボトルシップ反乱の責任は自分にあったと結論している。
リドリー （Ridley）
声優：なし
怪鳥や翼竜の様な姿をしたスペースパイレーツの最高司令官の一人で、サムスの両親の命を奪った彼女の宿敵。惑星ゼーベスにおいて完全に倒されたはずだったが、サムスのパワードスーツに細胞が付着しており、研究者がリドリーとは知らず同じくサムスのパワードスーツに細胞が付着していたメトロイドとともにクローン再生したことで蘇った。生前の記憶があるかは定かでないが、残虐さと狡猾さはオリジナルと何ら引けをとらない。今作では成長直後の若い個体である為か、過去のリドリーと比較して大柄で筋肉質な体格となっており、肘や膝などにはトゲ状の突起が生えている。
再生された当初はウサギとひよこを合わせたような可愛らしい幼生の姿で、研究員には「リトルバード」（英語音声では「スモールバード」）と呼ばれてペットのように飼育されていた。その姿のまま正体を隠し飼育施設で大人しく従順な生物を装っていたが、メリッサが反乱を起こす少し前に死んだふりをしておびき寄せた研究員を惨殺し脱走していた。ゲームに登場した当初はまだ幼生状態だが、ストーリー中にて様々な生物を捕食するなどして成長し、脱皮・変態を行って凶悪な姿へと変貌していく。
詳細はリンク先を参照。
クイーンメトロイド （Queen metroid）
声優：なし
銀河連邦軍によるクローンメトロイドの第一号が成長したもの（成長は研究員たちにとっても予想外だった）で、本作における事実上のラストボス。戦闘時には、結晶のような角を頭部から首にかけて生やす。サムスのパワードスーツに付着していたベビーメトロイドの細胞を元に作りだされたため、遺伝子的にはベビーと同一である。
メトロイドとの間に理想的な関係を築き、“支配”を超えたコントロールをするための刷り込みによってMBを母親と認識しており、ボトルシップ内の他のすべてのメトロイドと同じく彼女の命令に従う。また、オリジナルの生体情報を保存する目的で遺伝子操作が行われず、産み出す幼生も冷気に対する耐性は持っていない。詳細はメトロイド (架空の生物)を参照。

### 第7小隊以外の銀河連邦軍
イアン・マルコビッチ （Ian Malkovich）
声優：スタッフクレジットで表示なし / Jamie Hunsdale
アダムの弟。兄の部隊に所属していた兵士でもあり、サムスやアンソニーとも親しかった。穏和な顔つきで、実際にもサムスと写っている写真から見て、兄とは逆に気さくな性格だったことがうかがえる。かつて宇宙船の異常を起こしたドライブユニット（推進装置）処理任務の際、ユニットが暴走して爆発に巻き込まれて殉職した。その際、止むを得なかったとはいえアダムはユニットが暴走してすぐイアンごとユニットを切り離すよう指示し、僅かな可能性に賭けて救出に向かうと言ったサムスの申し出も受け入れなかったため、当時それが納得できなかった（現在のサムスは理解を示している一方で今同じことが起こっても同じことを主張するだろうと語っている）サムスは軍を抜けることとなった。
ギャラリーモードにおける設定資料によると、開発者側のイメージとしてはアダムは母親似で、イアンは父親似とされている。
連邦検疫官
声優：河田吉正 /
惑星ゼーベスから帰還し、銀河連邦本部へ報告に訪れたサムスに対する検疫検査を行った男性。
サムスとは顔馴染みで彼女はそれなりに信頼していたらしいが、実はパワードスーツ洗浄に際してスーツ表面に付着していたベビーメトロイドの細胞片を極秘に回収、実験材料とするためボトルシップに送っていた。その際に、誤ってリドリーの細胞片をも回収してしまっていた。

連邦軍司令官
声優：宝亀克寿 /
ボトルシップに後から訪れた連邦軍部隊の隊長であり、ボトルシップで行われていた違法研究を指示していた首謀者にして、デリーターを送り込んだ張本人と見られる壮年男性。
メリッサを殺害（破壊）してマデリーンを拘束し、第7小隊が壊滅したためサムスに事件に介入する権利はないと言い放ち事件の揉み消しを図るが、生還していたアンソニーが登場し、アダムがすでに連邦議会本部からボトルシップの生存者を保護する権利を第7小隊が持つと承諾していたことを教えられ、目論みは叶わなかった。
その後はどうなったか不明だが、マデリーンが違法研究を告白・暴露したことや『メトロイドフュージョン』における「旧連邦軍」という記述から失脚した可能性が高い。
ギャラリーモードにおける設定資料によると、表向きは好々爺だが実態は腹黒い、自分が前線に出ることはほとんど無いなど、アダムとは正反対の性格をしているとされている。

## 敵・ボス
今作に登場する敵およびボスは、ボトルシップ内で飼育、研究されていた生物及び、生体兵器として改造された生物がほとんどである。
ヒュージ・バラッグ
メインセクターにて登場する、巨大な紫色のクリーチャー。大きな単眼を持ち、二本の触手を腕として用い、強烈な打撃攻撃を行う。
巨大な一体の生物に見えるが、実際は紫色の小さな甲虫であるバラッグが大量に群がり、一つの生物として振る舞っているに過ぎない。研究員の遺体の下から現れたバラッグに驚いたライアルが衝動的に発砲、攻撃した為に彼らを外敵と認識、第07小隊らに襲いかかった。
単眼の正体は、甲羅に目玉模様のついた親虫エンペラー・バラッグで、他の子虫を制御している。そのため、親虫を倒されると、体を構成していた子虫は退散する。
このボス戦のみ、第7小隊のメンバーとの共闘となる。身体を構成してる子虫を凍結させてミサイル破壊し、剥ぎ取っていくのだが、この時点ではアイスビームを使えないので、第7小隊にアイスビームと同じ効果を持つフリーズガンで凍結させてもらう。
撃破後もバラッグはボトルシップ各所に登場するが単なる背景扱いで襲いかかってくる事はない。
ナミヘ＆フーネ
セクター1の道中に登場する、ウミヘビのようなクリーチャーで、目があるほうがナミヘ、無いほうがフーネ。これまでのシリーズではザコ敵として登場していたが、中ボスとしての登場は今作が初となる。
部屋中の穴から顔を出しつつ、口から弾を吐いて攻撃してくる。一方が倒されると、もう一方が強くなる。
グルガンジー
セクター1内の樹木に擬態している、六本足のキリンのような生物。弱点のコアから、こちらを追尾してくる毒玉をばらまく。体は上下を反転させることもでき、攻撃方法が若干変化する。
キング・キハンター星人
セクター1内の巨大なキハンター星人の巣を支配している、キハンター星人の王。本体は巣と一体化しているため無防備で、巣の周囲の植物「フラワナ」や、キハンター星人に攻撃させ身を守る。
未確認生物（リドリー第2形態）
銀河連邦軍の訓練所を模したバイオスフィア試運場にて、施設を探索中の第7小隊を襲った巨大なトカゲのような生物。後に戦闘に加わろうとしたサムスに襲い掛かる。サソリのように長く鋭い尾を持ち、これによる刺突で攻撃する。
戦闘中のサムスは、未確認生物に上から圧し掛かられている状態であるため身動きが取れず（センスムーブにより上体起こしのように回避することは可能）、強制的にサーチングビューでの戦闘となる。
アンソニーのプラズマ砲で胸を撃ち抜かれ、セクター3に撤退する。戦闘後にライアルの死体が発見され、同時に試運場の隅でリトルバードの抜け殻がサムスによって発見されたため、ライアルを殺害した犯人と目される。
後にリドリーに成長する中間体であることが判明するが、この時点でもグリプト星人等のクリーチャーを扇動、自分の配下として従え、サムスを援護しようとする第7小隊に差し向けて妨害するなど、オリジナルに引けを取らないカリスマ性、狡猾さを見せており、アダムもこの生物の存在を危惧していた。
ゴヤケード
逃げた未確認生物を追った先の、セクター3の火山の火口でサムスに襲い掛かった巨大生物。長い首と両手、飛び出た目玉が特徴。
火山弾を飛ばす、地面を叩いて溶岩を噴出させる等の攻撃を行うが、しばらくすると疲弊してしまう。
RB-176
セクター2の倉庫内で、マデリーンと思われる女性とサムスを襲撃した、何者かが操縦する巨大な作業用マシン。森林伐採用カッター、レーザーを持つほか、二本のアームの振り回しや突進攻撃を行う。最終的に倉庫内のコンテナに突っ込み、機能停止した。
操縦者が銀河連邦軍のスーツを着ていたこと、女性の証言で、連邦軍のスーツを着た兵士が、倉庫の外でモーリスをフリーズガンで射殺したことが判明したことから、サムスは小隊の誰かが秘密裏に暗躍していることを確信し始め、その人物を「デリーター」と呼称する。
バラモーク
セクター3内のゴミ処理施設を兼ねた、マグマ生成高炉内の溶岩を泳ぎ回っている魚のようなクリーチャー。マグマ生成高炉到着以前にも、セクター3探索中のサムスに何度か襲い掛かっていた。
溶岩内から飛びかかる、溶岩の飛沫をぶつける、溶岩弾を吐き出す等の攻撃を行う。
口内、腹部を弱点にもつ。また戦闘直前にサムスが作動させたグラップルポイント（今作のグラップルポイントは、施設内の監視、観測用カメラも兼ねるという設定）を飲み込んでおり、グラップリングビームでグラップルポイント諸共釣りあげることができる。
リドリー
詳細は上記及びリンク先を参照。
ナイトメア
セクター5内の超重力実験フロアの天井に格納されていた、重力を操る生体兵器。『メトロイドフュージョン』に登場したボスであるが、時系列としてはこちらがオリジナルである。
重力操作機能により滑らかな空中移動を行い、両腕からのレーザー、光弾、その巨体を活かした突進攻撃を行う他、ブラックホールを作り出し、こちらの攻撃を吸い込んで妨害する。また、超重力を発生されると、ミサイルは発射後すぐ地面に落下し、ジャンプが重くなってしまう。顔面がプレートで覆われているが、素顔は六つの目玉がある、緑色の肌の赤ん坊のような醜い顔である。
計2回戦い、初戦で勝利すると顔面のプレートが剥がれ、重力操作機能が暴走、周囲の壁に衝突を繰り返した末に地面に墜落、一時的に機能停止する。2度目の戦いでは、初戦での損傷からか、たびたび戦闘中に地面に墜落するようになる。再戦時、こちらはグラビティ機能を使用しているため、超重力の影響を受けなくなるが、ミサイルは変わらず無効化される。
撃破後、バラバラに爆散するが、エンディング後に訪れると残骸はすべて回収されており、後のメトロイドフュージョンでの登場に繋がる。
クイーンメトロイド
詳細は上記およびメトロイド (架空の生物)を参照。
ファントゥーン
エンディング後のボトルシップのコントロールブリッジで、突如サムスを襲撃するクリーチャー。
過去にスーパーメトロイドにおいてサムスに敗れたが、その後パワーアップして復活した。過去作以上に大きくなり、本作最大の巨体を誇る。左右の触手の振り回し、矢継ぎ早に繰り出される鬼火による弾幕、手のようなクリーチャーの召喚、目玉から発射するビーム等でサムスを追い詰める。
ギャラリーでの設定では、本体はアストラル体で構成された巨人型で、頭部と手だけが現実世界に実体化して現れているという。直前の通路では、ボトルシップで改造されたスペースパイレーツ軍団たちをアストラル界から召喚し、サムスを襲わせている。

## 舞台（ボトルシップ）
救難信号の発信源であった廃棄スペースコロニー。外見が巨大なボトル瓶のようで、自力での航行能力を持つのが名前の由来である（模型のボトルシップからではない）。内部はいくつかのセクターに区分わけされており、エレベーターで移動が可能。
公表されたデータでは、テラフォーミングの検証のために作られた巨大研究施設となっており、各セクターごとに様々な自然環境や生物圏の再現がされており大規模な惑星環境のシミュレーションを行うことが可能となっている。検証後に破棄されたとされ、コロニーを取り囲む暗礁宙域の正体はコロニーから漏れた高密度ガスである。だがデータとは異なり、何らかの理由で現在も稼動を続けており、所々機能不全には陥ってはいるもののコロニーの機能自体はいたって健全で、かつ異形のクリーチャーが多数徘徊している。事態の究明および生存者の発見・確保がサムスらの任務となっている。
その正体は、銀河連邦軍の一部が生体兵器を違法に開発していた研究施設であり、軍事的利用が見込める生物の飼育や検証、戦闘能力の高いエイリアンのクローン培養、そしてそれらにサイボーグ化や遺伝子操作を施しての兵器化などを行われていた。研究を命じていた者たちの最終的な目的はスペースパイレーツを模した特殊部隊の設立であり、ゼーベス星人らのクローンのサイボーグ体、アダムがかつて提出した「メトロイド軍事化計画」の中止を説いたレポートを参考に作り出された凍結しないメトロイド、そしてそれらを制御するために作られたマザーブレインを再現した人工知能・MB（メリッサ）などの成果が既に完成していた。だが、人間を憎悪したメリッサが特殊部隊に反乱を指示したことと、クローン再生されたリドリーが施設中のクリーチャーを扇動・凶暴化させたことにより、施設そのものが本物のスペースパイレーツとその基地のような状況となってしまった。
メインセクター（Main Sector）
宇宙船の発着港が存在するボトルシップの中枢エリア。コロニーの管制室や研究者の住居区など職員用の施設が多数を占めている。
コントロールブリッジ
ボトルシップの航行を制御するエリア。ボトルシップでの電波障害は妨害電波によるものである可能性を踏まえ、序盤ではアダムの指示によりジェイムスがこのエリアの探索を行った。
サムスはエンディング後に訪れる事が可能で、ファントゥーンとの決戦の場となる。
居住区
ボトルシップ職員の居住エリア。序盤はケイジがこのエリアで生存者の探索を行った。
エンディング後にはサムスも訪れる事が可能で、メイジ・キハンター星人の巣窟となっている。
セクター1・バイオスフィア （Bio Sphere）
熱帯の惑星環境を再現したエリアでサムスが最初に訪れるセクター。序盤ではライアルがこのエリアの探索を指示されていたが、後にバイオスフィア試運場へのルート開拓が任務として課せられた為、代わりにサムスが探索を任されることとなった。ギャラリーモードの設定資料では、様々な惑星から採取してきた植物の生育が主な用途とされる。密林や荒野を模したエリアがあり、立体映像による高度な景観再現装置が設置されている。
バイオスフィア試運場
セクター1に存在する、広大な草原、山岳地帯が広がる銀河連邦軍の訓練所を模したフィールドと、フィールド内に建つ研究施設『試験監視センター』からなる。センター内にはサイボーグゼーベス星人が多数格納されており、ここで作成したスペースパイレーツの特殊部隊の運動試験、戦闘訓練を訓練所で行わせるものと思われる。
試験監視センター発見に伴い全員の探索は一時中断されセンターへの集合が命じられたが、ライアルだけは到着せず、後に無惨な姿で発見された。サムスらが去った後、施設はデリーターが仕掛けた爆弾によって破壊された。
セクター2・クライオスフィア （Cryo Sphere）
極寒の惑星環境を再現したフロア。序盤ではモーリスがこのエリアの探索を任されていた。氷河や雪原、氷海などを模したエリアが広がっている。物資保管庫や輸送リフト室、超重力などの試験を行う実験区域なども存在する。
セクター3・パイロスフィア （Pyro Sphere）
灼熱の惑星環境を再現したフロア。序盤ではアンソニーが探索を行った。砂漠地帯や、巨大火山やマグマの大河が広がる溶岩地帯が存在する。深部にはゴミ処理炉兼のマグマ生成高炉や、地熱発電所などマグマを二次的に利用した機構も設置されている。
後に本作と同じくTeam NINJAが開発したニンテンドー3DS用ソフト『デッド オア アライブ ディメンションズ』（コーエーテクモゲームス発売）では、ここの地熱発電所をモデルとしたステージがサムスとリドリーと共にゲスト出演している。
『大乱闘スマッシュブラザーズ for Wii U』でも、対戦ステージとして登場する。
セクターZERO （Sector ZERO）
ボトルシップのデータ上は存在していない極秘エリア。最重要事項を扱う区域であり、メトロイド軍事化計画の完成形である遺伝子操作で低温への耐性を得たメトロイドが培養されていた。最終的に、アダムが施設にダメージを与えたことで自爆装置が作動し、彼自身とメトロイドもろともコロニーから切り離されて爆発、宇宙の塵となった。そのためサムスが到達できるのは入口のエントランスまでとなり、セクター切り離し後はエリアその物が消失している為、内部に潜入する事は無い。
生体兵器開発研究所 （Bioweapon Research Center）
ボトルシップにおける生体兵器研究の中心地。メインとなる研究設備やデータベースがあり、初めてクローン再生されたメトロイドが成長したクイーンメトロイドが飼育されていた。施設内やゲートロックにはデスバルク星人が多数配備されており、終盤になるまで最奥部に到達することはできない。

## 評価
従来のシリーズ作品とは大きく異なる点が多いため一元的な比較・評価はできないが、『メトロイド』シリーズが人気の北米におけるウェブサイトでの品評は、高評価と低評価の両極端に分かれたものが多い。要約して述べると、ストーリー展開（前述したサムスの性格描写など）シンプルな操作性（爽快さと単調さのどちらで捉えられたか）、ゲームの進行システム（「システム」で述べたように謎解き・アドベンチャー要素の減少）など、目玉となった要素と従来作との差異がそのまま議論や賛否の対象となっている（詳しくは英語版ウィキペディアにおける解説を参照）。
なお備考として、日本における機関の品評としては、大手ゲーム雑誌『ファミ通』におけるクロスレビュー（編集者レビュー）では40点満点中35点で同レビュー最高ランクのプラチナ殿堂入り、Wiiチャンネル『みんなのニンテンドーチャンネル』の「みんなのおすすめ」（利用者アンケート）ではシルバーランク（投票点の平均が90~85点）など、高評価の方となっている。

## 不具合
ゲーム序盤のアイスビーム獲得後に奥に進んだ後、再びアイスビームを獲得した部屋に戻っていた場合ゲーム後半のセクター3のとある一室において先に進むための扉が開かなくなるという不具合がある事が発表された。この不具合について任天堂は「セーブデータをコピーしたSDカードかセーブデータが入ったWii本体を送れば無償で改善して返却する。」としている。

## その他
- E3 2009で初公開された際と実際の製品版では、タイトルロゴの『Other M』部位のフォントが変更されている[10]。
- 『みんなのニンテンドーチャンネル』および公式ホームページでは、本作オープニングにつながるまでのシリーズのストーリー展開をサムスの音声ナレーション付で解説したムービー「メトロイドと私」が公開されている（海外においても"Metroid and Me (by Samus Aran)"として公開されており、音声の英訳のほか一部の映像が変更されているもののほぼ同内容である）。なお、日本の『みんなのニンテンドーチャンネル』版は公開当初、前の週に公開されたムービー「ゲームセンターCX バーチャルコンソール」（同番組の出張版）の企画で『スーパーメトロイド』をプレイしたパーソナリティ・有野晋哉が『スーパー』クライマックスの展開の意味を理解できなかったため、それに合わせて「メトロイドと私～課長はなぜメトロイドに助けられたのか～」（「課長」とは同番組における有野の肩書き）という名称で公開されていた（現在はホームページと同じ名称）。